# 11 канал
11 канал (Дочірнє підприємство «Телерадіокомпанія „Стерх“» Товариства з обмеженою відповідальністю «Старлайт Медіа») — український телеканал із Дніпра. Вперше вийшов у ефір 6 липня 1994 року.
Також 11 канал представлений у мережах кабельних операторів та на платформах IPTV та OTT по всій Україні.

## Хроніка основних подій
- 1994 р., 6 липня перший вихід в ефір телекомпанії «Стерх».
- 1995 р., 20 лютого перший вихід в ефір на 11-метровому частотному каналі.
- 1998, 1999 рр. цілодобове мовлення у форматі Betacam SP.
- 11 канал — єдиний український канал, який повністю висвітлював:
  - 1996 Всесвітні Параолімпійські Ігри в Атланті.
  - 1997 Чемпіонат Європи з плавання серед інвалідів в Іспанії.
  - 1998 Чемпіонат Європи з футболу в Бельгії і Чемпіонат світу з футболу серед інвалідів в Ріо-де-Жанейро.
  - 1999 р., 28 жовтня почав трансляцію свого каналу в Інтернеті у форматі RealVideo
  - 2000 Всесвітні Паралімпійські Ігри в Сіднеї.
  - 2001 Всесвітні Ігри інвалідів в Ноттінгемі.
  - 2004 Всесвітні Паралімпійські Ігри, Афіни
  - 2007 р. Чемпіонат Світу з футболу серед спортсменів інвалідів, Бразилія, Ріо де Жанейро.
  - 2008 Всесвітні Паралімпійські Ігри Пекін

## Мовлення
До 2018 року телеканал мав статус регіонального та мовив на аналоговому тв по всій території Дніпропетровської та Запорізької області.

### Етерне цифрове мовлення
| Мультиплекс | Стандарт | Формат мовлення | Територія мовлення |
| ----------- | -------- | --------------- | --- |
| MX-5        | DVB-T2   | SD 576i 16:9    | Дніпро, Нікополь, Кам'янське, Самар, Підгородне, Верхньодніпровськ, Синельникове, Жовті води та інші населені пункти Дніпропетровської області в радіусі 70 км. від телевежі у Дніпрі. |

Аудиторія каналу складає близько 3-х мільйонів людей.

## Нагороди
1998 Всеукраїнський конкурс «Золота Ера», програма «Новини 11 каналу», призер у номінації «Інформаційна програма».
1999 Всеукраїнський конкурс «Золота Хвиля»:
- Програма «Новини 11 каналу», перший приз у номінації «Інформаційна програма»;
- Спеціальний приз «За найкраще оформлення каналу»;
- Програма «Новий день»: призер у номінації «Інформаційно-розважальна програма»;
- Програма «Політпівбар»: призер у номінації «Ток-шоу».

Третя Красноярська музейна бієнале, диплом переможця в номінації «Реклама».
2000 Всеукраїнський конкурс «Золотий Георгій — 2000», срібний диплом «За внесок у створення позитивного образу правоохоронця України».
Національна премія «Телетріумф», диплом у номінації «Міські новини (щоденні регіональні випуски)».
Deutsche Welle, диплом за надійне партнерство і якісну роботу.
Кінологічний союз України, диплом у номінації «Найкраща українська кінологічна телевізійна програма».
2001 Фестиваль новин і публіцистичних програм «Геліос»:
- Диплом переможця в категорії «Міські новини», номінація «Найкращий ведучий новин»;
- Диплом переможця у номінації «Найкраща публіцистична програма», номінація «Найкращий ведучий публіцистичної програми».

Третій всеукраїнський конкурс програм регіональних телерадіостанцій «Україна Єдина»
- ТО «11 канал», диплом у зв'язку з 5-річним ювілеєм діяльності.
- Програма «Факт», диплом лауреата конкурсу в номінації «На службі народу».

2002
- Регіональний конкурс «Світоч Придніпров'я»

Диплом лауреата конкурсу в номінації «Найкраща телекомпанія Придніпров'я».
- Грамота редакції «Новин 11 каналу» митрополита Дніпропетровського і Павлоградського Іринея в благословення за старанні труди на славу Святої Православної Церкви і Вітчизни.
- Почесний диплом переможця регіонального конкурсу «Світоч Придніпров'я» в номінації «Найкраща телекомпанія Придніпров'я».

2003
- Грамота за вагомий внесок у висвітлення діяльності УСБУ в Дніпропетровській області.

2005
- Диплом регіонального конкурсу «Світоч Придніпров'я».
- Лауреат конкурсу в номінації «Найкращий засіб масової інформації».

2006
- Диплом Національного олімпійського комітету України.
- Переможець 5-го Всеукраїнського конкурсу «Україна олімпійська» серед спортивних журналістів у номінації «Найкраща циклічна спортивна телепередача».

Всеукраїнський конкурс «Відкрий Україну!»
- Диплом за популяризацію унікальних і маловідомих історичних пам'яток.

2008
3-й Телевізійний фестиваль «Відкрий Україну!»
Головний телеконкурс «Багато націй — один народ»
- Пізнавально-культурологічна програма «Велика сім'я», 3-є місце

## Програми
- «Чи є життя зранку?»
- «Васильєвський острів»
- «Вечірня розмова»
- «ДОКЛАДНО ПРО»
- «Відкритий доступ»
- «Наша версія»
- «Yellow Submarine»
- «Як кажуть …»
- «Новини 11 каналу»
- «Новини тижня»
- «О РИБОЛОВЛІ СЕРЙОЗНО»
- «Проспект»
- «Сектор V.I.P.»
- «Dnipro Half Marathon 2019»
- «Дом@шка»
- «Згуртовані і загартовані»
- «АЙТІШКА»
- «МатеМаша»